# Ilia Ehrenburg

Monumentul funerar al scriitorului

Ilia Grigorievici Ehrenburg (rusă: Илья Григорьевич Эренбург; n. 14 ianuarie 1891, Kiev - d. 31 august 1967, Moscova) a fost un scriitor și jurnalist rus evreu, laureat al Premiului Stalin.
Arestat în tinerețe pentru activități revoluționare s-a mutat la Paris.
A scris circa o sută de cărți, din care majoritatea sunt romane, fiind unul dintre scriitorii sovietici cei mai productivi. Și-a petrecut o parte importantă din viață în străinătate, ca agent de influență al regimului sovietic, în special prin legăturile întreținute cu intelectualitatea europeană de stânga. Printre altele, a prezentat ca  jurnalist evenimentele din războiul civil spaniol, la care a și participat, precum și pe cele din cele două războaie mondiale.
Articolele sale de propagandă au declanșat prin anii 1960 controverse intense în Europa Occidentală și mai ales în Germania de Vest. Romanul său „Dezghețul” descrie procesul de liberalizare care a avut loc în Uniunea Sovietică după moartea lui Stalin. O altă scriere a lui Ehrenburg este Cartea neagră, care relatează despre uciderea de către naziști a evreilor din teritoriile sovietice ocupate. Memoriile sale, publicate sub titlul ”Oameni, ani, viață”, sunt fidele convingerilor sale politice marxist-leniniste și atașamentului față de regimul sovietic în serviciul căruia s-a aflat încă din tinerețe.